# Норт-Рим
Норт-Рим (англ. North Rim) — невключена територія в окрузі Коконіно, штат Аризона, США. 

## Демографія
У 2010 році на території мешкало приблизно 582 осіб (у 2000 році — 32 осіб). 
Чоловіків — 255 (43.9 %);

Жінок — 326 (56.1 %).
Медіанний вік жителів: 21.5 років;
по Аризоні: 35.6 років;
Середній розмір домогосподарства: 4.3 осіб; по Аризоні: 2.7 осіб. 

### Доходи
Середній скоригований валовий дохід в 2004 році: $22,273;
по Аризоні: $50,097.
Середня заробітна плата: $24,400;
по Аризоні: $42,146.

### Расова / етнічна приналежність (перепис 2010)
Білих — 531.

 Афроамериканців — 0.

 Індіанців — 61.

 азіатів — 7.

 Корінних жителів Гавайських островів та інших островів Тихого океану — 0.

 Інші — 0.

 Відносять себе до 2-х або більше рас — 3.

 Латиноамериканців — 18.